# Lantbruksdjurens dag
Lantbruksdjurens dag uppmärksammas den 2 oktober. Det är en amerikansk organisation vid namn Farm Animal Rights Movement som startat denna temadag för att uppmärksamma att 65 miljoner landlevande djur föds upp till mat och som lider och dör varje år. World farm animals Day eller World Day for farmed animals kallas den för internationellt. 
Än så länge har denna temadag inte uppmärksammats så stort i Sverige. Kanske den ligger för nära i tiden vad gäller Vegetariska Världsdagen 1 oktober och Djurens dag 4 oktober. 